# Салча (комуна, Прахова)
Салча (рум. Salcia) — комуна у повіті Прахова в Румунії. До складу комуни входить єдине село Салча.
Комуна розташована на відстані 84 км на північ від Бухареста, 35 км на північний схід від Плоєшті, 136 км на захід від Галаца, 76 км на південний схід від Брашова.

## Населення
За даними перепису населення 2002 року у комуні проживали 1218 осіб, усі — румуни. Усі жителі комуни рідною мовою назвали румунську.
Склад населення комуни за віросповіданням:
| Релігія     | Кількість осіб | Відсоток |
| ----------- | -------------- | -------- |
| православні | 1213           | 99,6%    |
| лютерани    | 4              | 0,3%     |
| бретрени    | 1              | 0,1%     |

## Зовнішні посилання
- Дані про комуну Салча на сайті Ghidul Primăriilor